# Cantonul Plouzévédé
Cantonul Plouzévédé este un canton din arondismentul Morlaix, departamentul Finistère, regiunea Bretania, Franța.

## Comune
- Cléder
- Plouvorn
- Plouzévédé (reședință)
- Saint-Vougay
- Tréflaouénan
- Trézilidé